# Thècle de l'orme
Satyrium w-album
Espèce
La Thècle de l'orme (Satyrium w-album) est une espèce de lépidoptères de la famille des Lycaenidae et de la sous-famille des Theclinae.

## Systématique
Satyrium w-album a été décrite par August Wilhelm Knoch en 1782.

### Synonymes[1]
- Papilio w-album Knoch, 1782
- Fixenia w-album (Knoch, 1782)
- Strymonidia w-album (Knoch, 1782)
- Nordmannia w-album (Knoch, 1782)

### Sous-espèces
- Satyrium w-album w-album
- Satyrium w-album fentoni (Butler, [1882])
- Satyrium w-album sutchani Tutt, 1907[1]

### Noms vernaculaires
- en français : la Thècle (ou Thécla) de l'orme, le W blanc
- en anglais : White-letter Hairstreak
- en allemand : Weißes W ou Ulmenzipfelfalter
- en espagnol : W-blanca[1]

## Description

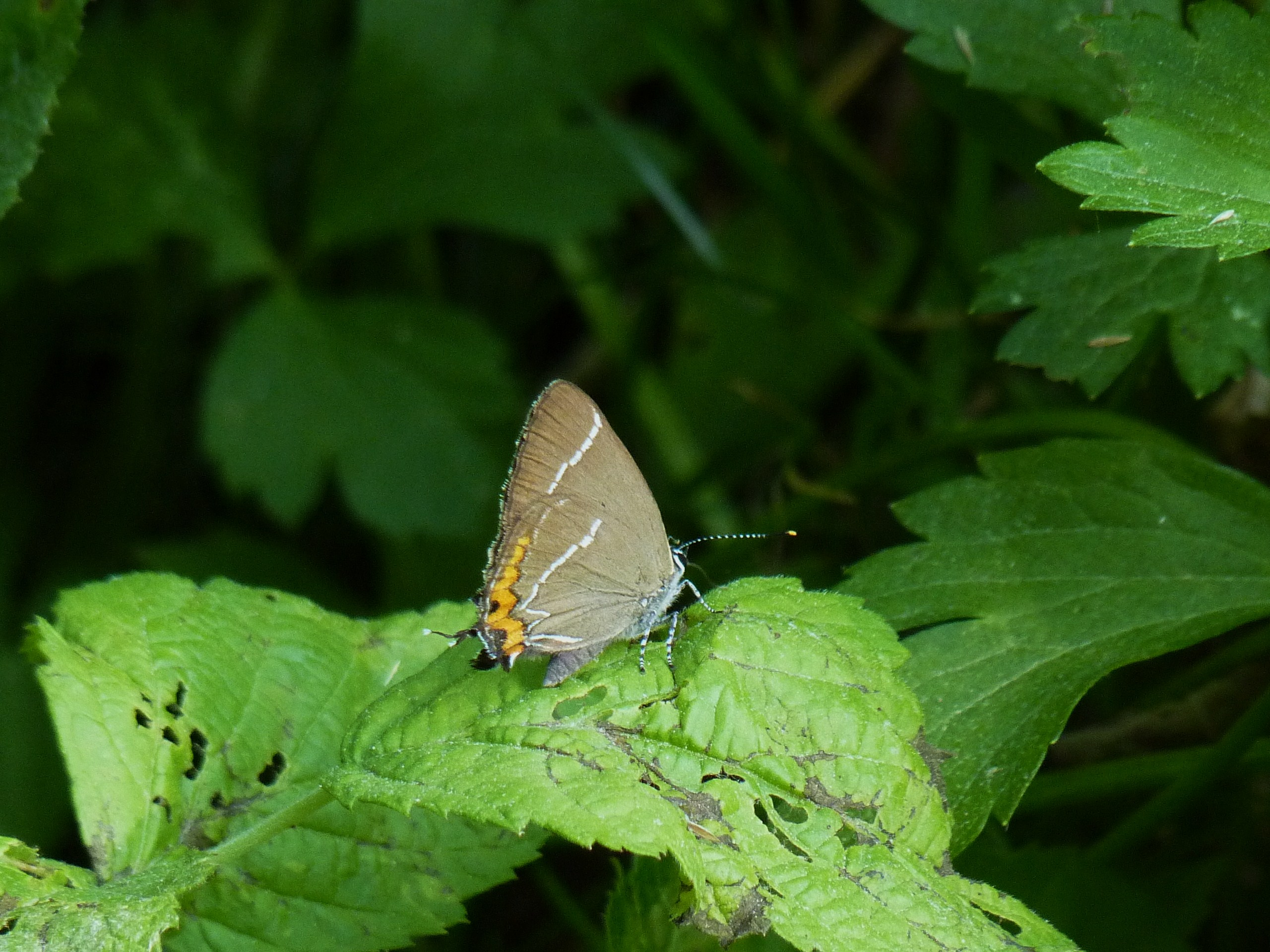

C'est un petit papillon au dessus marron, avec une queue aux ailes postérieures.
Le revers est de couleur marron plus clair chez la femelle orné d'une fine ligne blanche et de taches submarginales orange confluentes. On reconnaît facilement cette espèce grâce au W que forment les lignes blanches à l'arrière de ses ailes postérieures. C'est de là qu'il tient son nom vernaculaire et son nom latin.

### Chenille
La chenille, petite et trapue, possède une tête rétractile marron foncé et un corps vert jaunâtre avec deux bandes dorsales vert foncé et des dessins obliques vert foncé et vert jaunâtre sur les flancs.

## Biologie

### Période de vol et hivernation
L'imago vole en une génération, entre mi-juin et début août.
Cette espèce hiverne à l'état d'œufs pondus à la base des bourgeons terminaux.

### Plantes-hôtes
Ses plantes-hôtes sont des ormes (Ulmus), surtout Ulmus glabra, Ulmus minor et Ulmus procera. C'est de là que vient son nom vernaculaire.

## Écologie et distribution
L'espèce est présente en Europe depuis le Nord de l'Espagne jusqu'au Sud de la Scandinavie, puis dans le Sud de l'Oural et jusqu'au Nord-Est de la Chine, la Corée et le Japon.
Elle est présente dans presque tous les départements de France métropolitaine continentale et absente de Corse. L'espèce a décliné à cause de la disparition des ormes lié à la graphiose de l'Orme.

### Biotope
C'est un lépidoptère des lisières des bois. Elle se nourrit du miellat des pucerons à la cime des Ormes, mais descendent parfois butiner des fleurs de Ronce, Sureau ou Origan.

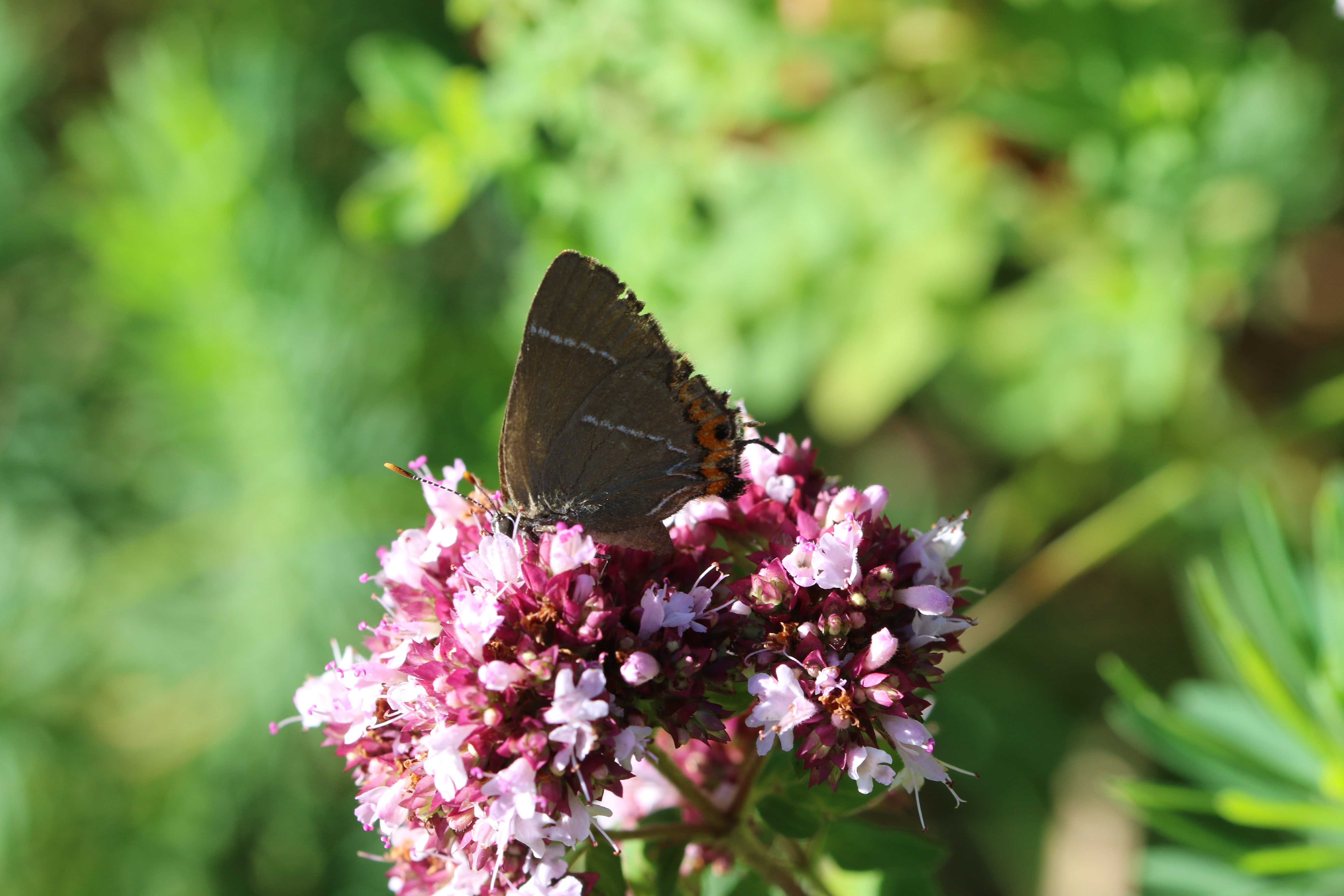
Thècle de l'Orme butinant sur de l'Origan

### Protection
En France, l'espèce n'a pas de statut de protection particulier au niveau national, mais est protégée en région Île-de-France,.